# Pitirim Sorokin
Pitirim Alexandrovič Sorokin (ruski: Питирим Александрович Сорокин) (Turja kraj Siktivkara, Rusija, 21. siječnja 1889. – Winchester, Massachusetts, SAD, 11. veljače 1968.) bio je rusko-američki sociolog, političar i književnik.
Sorokin je rođen u sjevernom dijelu Europske Rusije (Komi), a studirao je pravo i sociologiju. Kao društveni djelatnik bio je tri puta zatvaran u Carskoj Rusiji. Nakon Februarske revolucije (1917.) ušao je u privremenu vladu Aleksandra Kerenskog, ali je pao u nemilost među boljševicima. Godine 1922. osuđen je na smrt, no 1923. ta je presuda poništena i prognan je u Sjedinjene Američke Države. Tamo je postao profesor sociologije na Sveučilištu Minnesota (1924. – 1930.) i na Sveučilištu Harvard (1930. – 1955.). Godine 1930., Sorokin je uzeo američko državljanstvo.
Kao vodeći sociolog, Sorokin je tijekom svog harvardskog razdoblja razvio kontroverznu teoriju "društvenog ciklusa": društveni razvoj i promjene ne kreću se u određenom fiksnom smjeru (kao u evolucijskoj teoriji), već prema Sorokinu tvore ponavljajuće cikličke obrasce. Razvio je tipologiju sociokulturnih sustava s obzirom na kulturne norme koje pretežu u pojedinom sustavu. Sorokin tako razlikuje: senzorni (sensate) temeljni sustav (supersystem), u kojem preteže osjetilna istina, ideacijski (ideational), u kojem je istina funkcija vjere, te idealistički, u kojem se istina spoznaje razumom.
Sorokin je bio gorljivi protivnik komunizma kojeg je smatrao “ljudskom štetočinom”. Neki su ga smatrali vođom, iako je bilo i onih koji su ga doživljavali kao izopćenika, što može biti i razlog zašto je prognan. U to vrijeme ljudi nisu razumjeli njegove ideje koje su promovirale emancipaciju i promjenu, a teorije koje je iznosio nisu uvijek bile dobro prihvaćene.
Osim važnih socioloških radova, Sorokin je 1924. godine objavio autentičan i također literarno kvalitetan dnevnik o razdoblju ruske revolucije i godinama koje su uslijedile. Sorokinov dnevnik jasno je i izuzetno uzbudljivo svjedočanstvo. Imao je oštro oko što ratna djela znače za pojedinca i znao ih je slikovito opisati. Također je znao skicirati i protumačiti velike društvene prevrate. Vrlo je čvrst u odbacivanju krvožednosti i tiranije ruske revolucije, ali s druge strane nije slijep na zasluge koje je revolucija ipak imala. Njegova knjiga stoga sadrži misli i mišljenja jednako neugodna i za protivnike i za pristaše boljševizma.